# Aravaca
Aravaca es un barrio del municipio español de Madrid que pertenece al distrito de Moncloa-Aravaca. Se encuentra situado al Oeste de Madrid, e incorpora el barrio Casa de Campo como parte tanto recreativa como forestal (de Este a Oeste), siendo recorrido por múltiples arroyos cuyo caudal es constante en el de Antequina y Meaques, e intermitente según las precipitaciones, siendo identificables las múltiples vaguadas que componen sus cauces. Se encuentra muy bien comunicado por diversas líneas de la Empresa Municipal de Transportes, tranvía (Metro Ligero) y líneas interurbanas que, o bien recorren el barrio y los municipios con espacio compartido, o bien parten de Moncloa, encuadrando las líneas de Renfe en zona tarifaria A, y las de la Empresa Municipal de Transportes de Madrid, a diferencia del tranvía, que al completar su recorrido a través de municipios aledaños, se encuadra en la zona tarifaría B1.
La Casa de Campo ha ido perdiendo hectáreas a lo largo del tiempo, por incendios o por la expansión constructiva de nuevas viviendas y chalets en espacios que otrora fueran masa forestal en su parte Oeste, y que hoy forman parte urbana de Aravaca, Húmera y Pozuelo de Alarcón, antes Pozuelo de Aravaca, y en su extremo Este por la autopista M-30, y barriadas en torno a la avenida de Valladolid (antigua carretera de El Pardo) la M-500, o carretera de Castilla, cuyo diseño primitivo en 1770, desde la Puerta de Castilla a la Puerta de Aravaca, fue obra de Sabatini (antiguo Camino de Madrid a El Escorial) formando este enclave de Aravaca una masa forestal única junto a  La Dehesa de la Villa y el monte de El Pardo, siendo además atravesada por la línea construida en trinchera del Ferrocarril a San Sebastián, cuyos trenes ya daban servicio desde 1861, siendo la estación de Aravaca parte de la vía férrea (Renfe) cuya configuración actual es operativa desde 2005, conformando un intercambiador en superficie junto con el tranvía, (inaugurado bajo el mandato de Esperanza Aguirre y Gil de Biedma como Presisenta de la Comunidad de Madrid ) y de autobuses, siendo la estación obra inaugurada bajo el mandato de José Luis Rodríguez Zapatero como Presidente del Gobierno, y antes de tal fecha un apeadero, junto al cual, Aravaca albergaba además los talleres de Talgo, extinguidos. (Hemeroteca y testimonios publicados)

## Historia
En 1222 el rey Alfonso VIII de Castilla otorgó un fuero a la villa de Madrid, que había sido conquistada dos siglos antes, otorgándole la jurisdicción de tres sexmos o departamentos rurales: los de Aravaca, Villaverde y Vallecas. El de Aravaca comprendía Aravaca, Pozuelo (posteriormente "de Alarcón"), Las Rozas de Madrid, Majadahonda, Boadilla del Monte, Alcorcón, Leganés, y los Carabancheles Suso y Yuso (Alto y Bajo) a excepción del castillo y tierra circundante perteneciente a la Orden de Santiago desde 1206.
Hasta el siglo XX, Aravaca fue un caserío a las afueras de Madrid ubicado sobre una loma en la ribera derecha del río Manzanares en el curso del arroyo Pozuelo. Dada su ubicación entre cotos de caza reales como el monte de El Pardo y la Casa de Campo, la escasa población de Aravaca se dedicaba a la agricultura y la ganadería.
Como consecuencia del golpe de Estado de Julio de 1936 contra el Gobierno de la II República, Aravaca fue escenario, como el resto de Madrid, de cruentas batallas, y desde la propia Casa de Campo, el ejército sublevado se pudo pertrechar para bombardear el centro de Madrid, especialmente la zona de la actual Gran Vía, Fuencarral, (los madrileños la "bautizaron" como la "calle de los obuses") Hortaleza y entorno. No se registraron bombardeos, sin embargo, en el barrio de Salamanca, procedentes de Aravaca.
Durante la guerra civil española fue frente de guerra y todavía es frecuente encontrar en alguno de sus parajes recuerdos de la contienda. Asimismo, existe un apartado en el cementerio, conocido como cementerio de los "Mártires de Aravaca" en el que se honra la memoria de 800 personas asesinadas por el bando republicano (religiosos, militantes de partidos de derecha, monárquicos o falangistas). Entre otros, están Ramiro de Maeztu y Ramiro Ledesma. Estas personas y los sucesos que acabaron con sus vidas habrían de ser ampliamente recordados por el régimen posterior. El estado en el que el casco antiguo quedó después de la guerra fue tal que la Dirección General de Regiones Devastadas hubo de reconstruirlo. De esa época se conserva la iglesia parroquial de la Asunción de Nuestra Señora, una ermita a las afueras consagrada a la Virgen del Buen Camino (patrona del pueblo), y algunas casas de la calle Baja de la Iglesia, edificadas en estilo castellano. La normativa municipal permitió que algunas de estas edificaciones pudieran ser demolidas y sustituidas por otras nuevas.
Hasta el 20 de octubre de 1951 fue municipio independiente, si bien contaba con un escaso número de habitantes. Desde su incorporación a la capital se convirtió en una zona residencial de clase media-alta con un urbanismo horizontal caracterizado por urbanizaciones cerradas de chalets.
A partir de finales de los años 1980, diversas actuaciones urbanísticas aumentaron considerablemente su población. El barrio se extendió hacia el sur y el oeste hasta unirse físicamente con el casco de Pozuelo de Alarcón. En el ensanche se siguió el patrón urbanístico del resto del barrio pero con calles y avenidas más anchas.
En la década de 1990, siendo alcalde de Madrid, José María Álvarez del Manzano y concejal-presidente del distrito de Moncloa-Aravaca Luis Molina Parra, del Partido Popular, el Ayuntamiento de Madrid construyó un centro de mayores en la plaza más céntrica (plaza de la Aurora Boreal) y rehabilitó la antigua escuela infantil (en la calle Zarza) que había quedado inutilizada por la construcción del nuevo colegio público (en la calle Estudio) para albergar en él un centro de salud, una Oficina Municipal de Atención al Ciudadano y el centro cultural de Aravaca. 
El 20 de mayo de 2015 recibió la Primera Comunión en la iglesia parroquial del barrio la princesa de Asturias, Leonor de Borbón. Dos años después, en el mismo lugar, lo haría su hermana, la infanta Sofía de Borbón.

## Situación actual

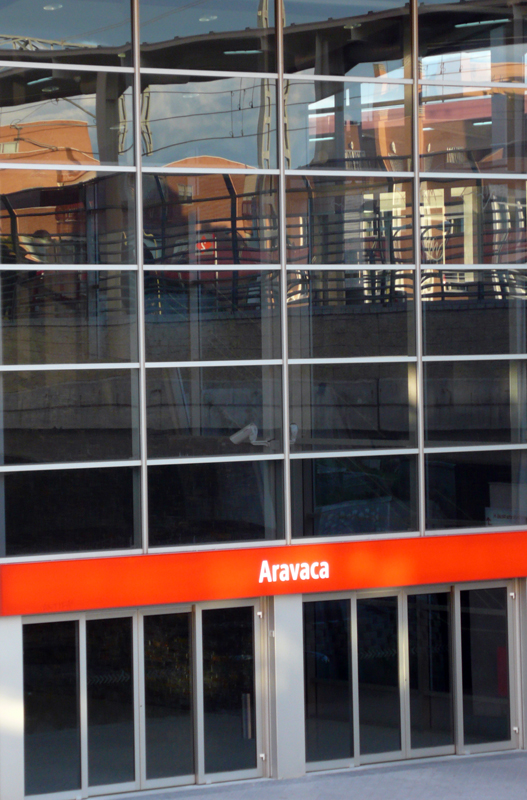
Entrada de la estación de tren de Aravaca.

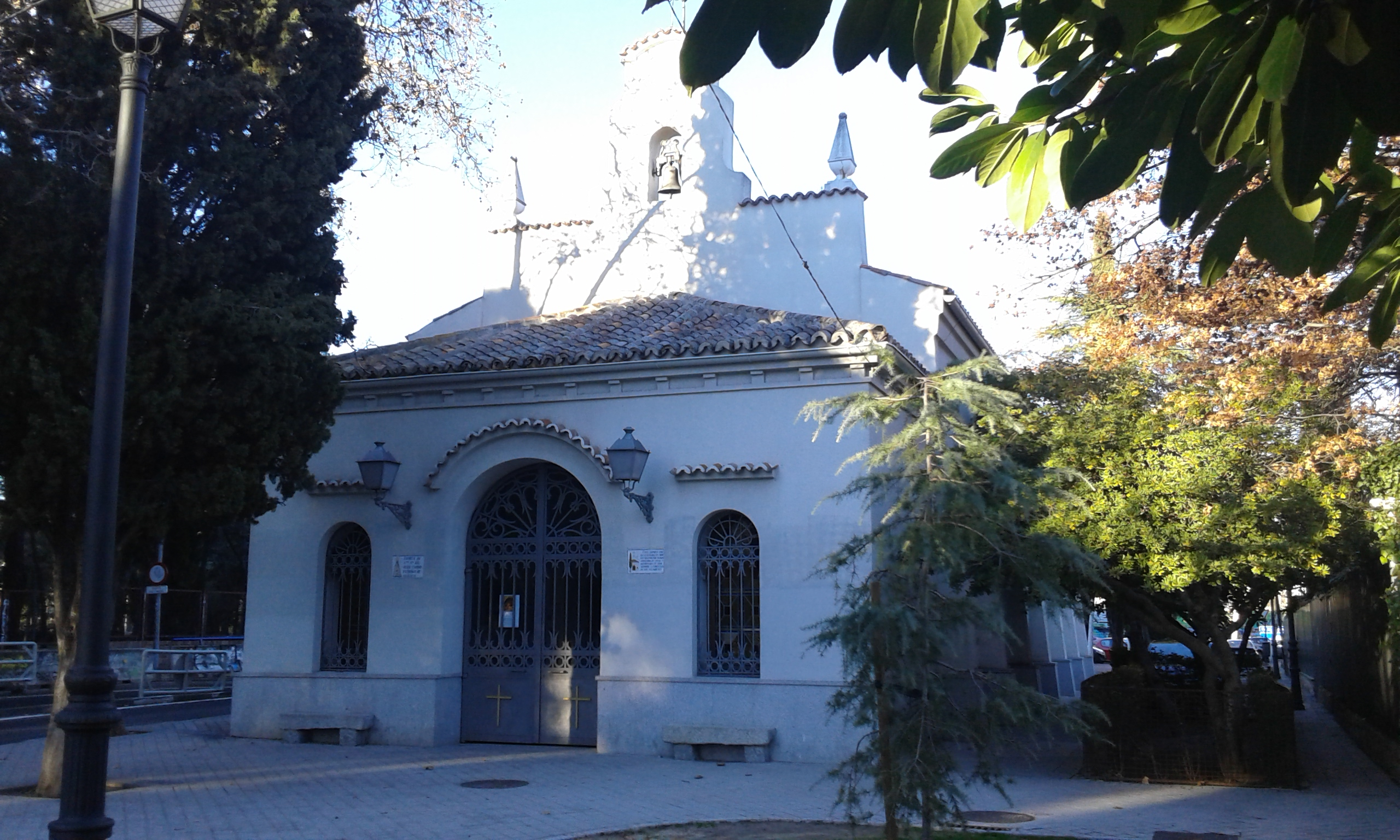
Ermita de Nuestra Señora del Buen Camino, patrona de Aravaca.

Desde los primeros años del siglo XXI, Aravaca se convirtió en una de las zonas más caras en materia de vivienda del municipio de Madrid. En cuanto a renta per cápita, experimenta los niveles más altos de todo el municipio de Madrid. El ratio de automóviles por habitante es muy elevado, lo que genera un uso del vehículo privado en todos los modos de transporte que es causante de buena parte de la congestión de las vías de la zona. Este tipo de planeamiento ha creado zonas con carencias de servicios (colegios, atención médica) y ha provocado un aumento extraordinario del uso del vehículo privado en la zona, a pesar de las actuaciones que en materia de transporte público se han realizado.

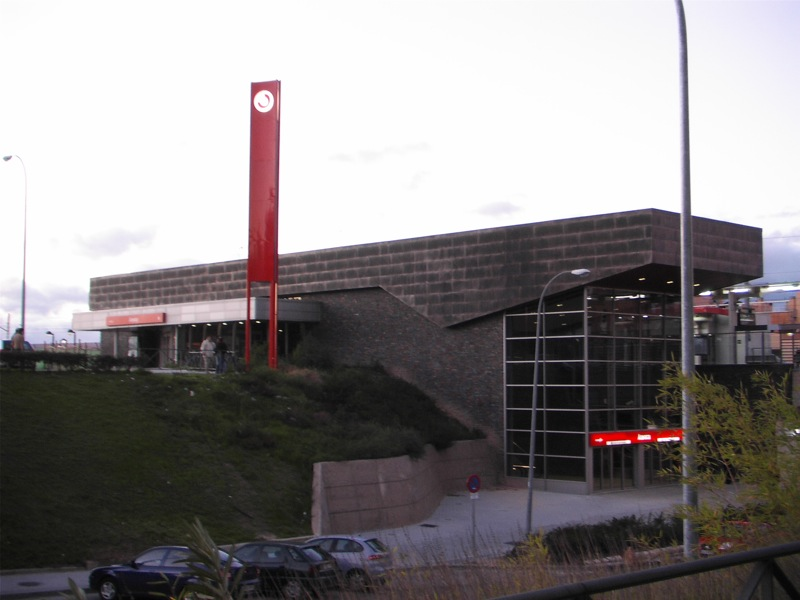
Estación de Aravaca.

En el año 2000, siendo alcalde de Madrid, José María Álvarez del Manzano y López del Hierro y concejala-presidenta del distrito de Moncloa-Aravaca, Dolores Navarro Ruiz, el Ayuntamiento de Madrid inició una serie de rehabilitaciones urbanas que afectaron a varias calles y plazas del Casco Antiguo, llevándose a cabo la remodelación la plaza del Marqués de Camarines, la avenida de la Galaxia y las calles de Pérez de la Victoria y plaza de la Aurora Boreal. Las Plazas del Olivo y de Nuestra Señora del Buen Camino fueron rehabilitadas por la Concejalía de Vivienda y Rehabilitación Urbana que contó con fondos de Caja de Madrid. En esa misma legislatura el Ayuntamiento construyó un polideportivo, que se inauguró el 26 de marzo de 2003, dedicado a Alfredo Goyeneche, antiguo presidente del Comité Olímpico Español (COE) y fallecido en 2002.
El 25 de junio de 2004, ya siendo alcalde de Madrid, Alberto Ruiz-Gallardón Jiménez y concejal del distrito, Manuel Troitiño Pelaz, se inauguró la escuela infantil Las Viñas que construyó el Ayuntamiento de Madrid junto al colegio público Aravaca, en la calle Estudio.
En 2005, RENFE inauguró una nueva estación de Cercanías que vino a sustituir el antiguo apeadero.
El 11 de septiembre del mismo año, con motivo de la celebración de las fiestas de Nuestra Señora del Buen Camino, Aravaca ofreció en el campo de fútbol municipal de Nuestra Señora del Buen Camino un concierto del cantante uruguayo Jorge Drexler, que ese mismo año ganó un Oscar a la mejor banda sonora original por la Academia de Hollywood.
La presidenta de la Comunidad de Madrid, Esperanza Aguirre inauguró el nuevo centro de salud de Aravaca en 2006, construido en un solar municipal cedido por el Ayuntamiento de Madrid al resultar insuficiente el pequeño centro de salud que anteriormente estaba ubicado en la antigua escuela infantil de la calle Zarza.
En junio de 2006, el Ayuntamiento de Madrid inició un plan de obras en el casco antiguo de Aravaca que incluyó la renovación total de calzada, aceras, mobiliario urbano y alumbrado público en el tramo de la avenida de Osa Mayor que va desde la plaza de María Reina hasta la plaza de Nuestra Señora del Buen Consejo y los viales Baja de la iglesia, calle Olivo, calle Tejadillos, calle Paca Díaz, calle Aldebarán, calle Valdivieso y plaza del Royo, entre otras. Junto con el lavado de cara que supuso la renovación de calzada y aceras del ayuntamiento, el Canal de Isabel II aprovechó para llevar a cabo una importante actuación de renovación de la red de agua y saneamiento por las calles afectadas. El presupuesto de estas actuaciones superó los cuatro millones de euros. 
En las fiestas de septiembre de 2006 actuaba el músico gallego Carlos Nuñez.
Desde 2007 el concejal-presidente del distrito de Moncloa-Aravaca, fue Álvaro Ballarín Valcarcel, del partido popular, coincidiendo con los mandatos de los alcaldes Alberto Ruiz-Gallardón y Ana Botella Serrano. Durante este tiempo se remodeló un puente situado sobre las vías del Ferrocarril en la carretera de Húmera a Aravaca y se inauguró una ampliación del parque Arroyo Pozuelo.
A principios del año 2010 se configura la Plataforma por la Defensa de los Servicios Públicos de Aravaca integrada por el Colectivo 1984, Asociación de Vecinos Osa Mayor y A.C.R.O.L.A. contando con gran apoyo vecinal, con la pretensión de conseguir la independencia de Aravaca como distrito (separándose de Moncloa), dadas las evidentes carencias que diferencian al barrio, sobre todo en materia de servicios públicos, del resto del municipio de Madrid.
En junio de 2015, ya con Manuela Carmena de alcaldesa, es nombrada concejal-presidente de Moncloa-Aravaca, Montserrat Garcerán, del grupo político Más Madrid. 
En 2018 Mariano Rajoy se muda a vivir al barrio de Aravaca a una vivienda que ya tenía comprada cuando deja de ser presidente del gobierno tras la Moción de Censura que el PSOE plantea en el Congreso y que lleva a Pedro Sánchez a la Moncloa. La presencia del expresidente supone para algunos vecinos una mejora en la seguridad del barrio.
Desde 2019 y siendo alcalde de Madrid, José Luis Martínez Almeida Navascues la concejal es Loreto Sordo, del Partido Popular que ha puesto la primera piedra de un nuevo centro municipal de Mayores que se construye en una parcela contigua al centro cultural de la calle Zarza.
A principios de la década de 2020, el ingreso por persona excedía €95,000 anuales.

## Situación geográfica
El distrito de Aravaca forma un verdadero continuo urbano con Pozuelo de Alarcón, de tal manera que la única manera de conocer si alguien está en Madrid o en Pozuelo es mediante los carteles que lo indican en las principales vías de comunicación: Arroyo de Pozuelo, Osa Mayor, avenida de Europa y carretera de Húmera. Se encuentra situado a 10 km del centro de Madrid.
También cabe destacar que aun perteneciendo a Madrid Capital, se encuentra totalmente aislado del resto de la ciudad en términos viarios, ya que la única manera de acceder al resto de la ciudad es utilizando las autovías interurbanas A-6, M-500 o M-40, o la carretera M-502 atravesando previamente el municipio de Pozuelo de Alarcón para llegar a Colonia Jardín.
La zona más confusa en este sentido es la de Avenida de Europa y Valdecahonde. La avenida de Europa que inicialmente es una avenida urbana de Pozuelo de Alarcón, se adentra en el término municipal de Madrid un poco más al sur de la estación de Aravaca. Esta zona perteneciente a Madrid se encuentra totalmente aislada del resto de la ciudad, cuya única comunicación con el resto del distrito es a través de la calle Cerro de Valdecahonde, una minúscula calle con una pendiente bastante acusada y que comunica la avenida de Europa con la avenida del Talgo. A pesar de formar parte de Madrid y de mostrarse como zona tarifaria A de transportes en todo el tramo que se adentra en Madrid, lo cierto es que los transportes de que dispone son las líneas 657, 657A, 658 que requieren abono B1 y dispone de dos líneas de la EMT de Madrid además de la estación de cercanías de Aravaca

## Equipamiento social
Por la cercanía a Moncloa, Aravaca ha tenido tradicionalmente una carencia en equipamiento social salvo en la parte educativa. Lo más destacado es:
- Colegio Americano de Madrid
- Instituto de educación secundaria Gerardo Diego (parcialmente en Pozuelo de Alarcón). Este instituto pertenece organizativamente sólo a Pozuelo. Los estudiantes de Aravaca, al tener que elegir instituto, poseen la mitad de puntuación(por domicilio) que los empadronados en Pozuelo. Como resultado, salvo contadas excepciones, se les niega el ingreso a él y deben matricularse en cualquiera de los otros dos IES de Pozuelo, mucho más distantes.
- Escuela Waldorf de Aravaca
- Colegio público Aravaca
- Colegio público Rosa Luxemburgo
- Colegio Bernadette
- Colegio Estudio
- The English Montessori School
- Colegio Los Robles
- Colegio Santa María de los Rosales
- Colegio Mater Salvatoris
- Hospital la Zarzuela (Sanitas)
- Hospital NISA Pardo de Aravaca
- Centro de salud Aravaca
- Centro de mayores Aravaca
- Piscina municipal Alfredo Goyeneche
- Centro cultural Aravaca
- La Segunda Casa
- Colegio María Reina Salesianas
- Polideportivo Alfredo Goyeneche

## Demografía
| Gráfica de evolución demográfica de Aravaca entre 1842 y 1940 |
| |
| Población de derecho según los censos de población del INE Población de hecho según los censos de población del INEEntre el censo de 1950 y el anterior, este municipio desaparece porque se integra en el municipio 28079 (Madrid) |

## Comunicaciones
Aravaca está muy bien comunicada con el centro de Madrid mediante una autopista (la A-6 Madrid-La Coruña) y una autovía, la M-500, también conocida como carretera de Castilla, que enlaza la Ciudad Universitaria con la A-6 atravesando la Casa de Campo y el Club de Campo de Madrid.
Debido a estar comunicada con el resto de Madrid por medio de autopistas y tren exclusivamente, no es posible llegar en bicicleta al casco de Madrid o a la Ciudad Universitaria, salvo a través de la Casa de Campo.

### Cercanías Madrid
Dentro del barrio hay una sola estación, perteneciente a las líneas C-7 y C-10 de la red. Durante muchos años fue la única estación de Madrid capital (entonces apeadero) que no pertenecía a la zona A. Inaugurada la estación El Barrial en 1994, limítrofre con Aravaca, se hizo pensando únicamente en el Centro Comercial adyacente y hasta 2012 no tuvo acceso construido desde Aravaca, como zona B1.

### Metro Ligero
Sólo una línea da servicio al barrio desde el 27 de julio de 2007, la línea ML-2, con las estaciones de Aravaca y Berna (situada en el municipio de Pozuelo de Alarcón, en el límite con Madrid).

### Autobuses

#### Líneas urbanas
Hasta 2018, Aravaca es uno de barrios de Madrid que lleva más tiempo desde su creación sin servicio urbano nocturno de autobuses, tan sólo atendida por los autobuses nocturnos de la red interurbana que unen Madrid con Pozuelo de Alarcón. Entre las líneas urbanas diurnas son sólo 2 las que vertebran el barrio, pues las otras 4 líneas, bien no sirven para vertebrar el barrio o bien no circulan a diario.
| Línea | Terminales                       |
| ----- | -------------------------------- |
| 160   | Moncloa – Aravaca                |
| 161   | Moncloa – Aravaca Sur            |
| 162   | Moncloa – El Barrial             |
| 163   | Estación de Aravaca - El Plantío |
| A     | Moncloa – Campus de Somosaguas   |
| N28   | Moncloa - Aravaca                |

#### Líneas interurbanas
Algunas líneas interurbanas atienden al barrio mediante 1 o 2 paradas situadas en la Autovía del Noroeste (avenida del Padre Huidobro), sin embargo, otras entran dentro de la trama urbana del barrio en su camino hacia Pozuelo de Alarcón.
| línea                                                    | vías cubiertas sentido ida                                                                                         | vías cubiertas sentido vuelta                                                                                      |
| -------------------------------------------------------- | --- | --- |
| 621 622 623 624 625 627 628 629 651 652 653 654 655 N903 | Avda. Padre Huidobro                                                                                               | Avda. Padre Huidobro                                                                                               |
| 656                                                      | Avda. Padre Huidobro, Ana Teresa, Pico Ocejón, Avda. Osa Mayor                                                     | Avda. Osa Mayor, Araquil, Ana Teresa, Avda. Padre Huidobro                                                         |
| 656A                                                     | Avda. Padre Huidobro, Ana Teresa, Doctor Balmis                                                                    | Avda. Padre Huidobro, Ana Teresa, Doctor Balmis                                                                    |
| 657                                                      | Ana Teresa, Pico Ocejón, Golondrina, Ctra. de Húmera a Aravaca, Avda. de Europa                                    | Avda. de Europa, Ctra. de Húmera a Aravaca, Araquil, Ana Teresa, Avda. Padre Huidobro                              |
| 658                                                      | Avda. Padre Huidobro, M-500, Arroyo de Pozuelo                                                                     | Avda. Padre Huidobro, M-500, Arroyo de Pozuelo                                                                     |
| 815                                                      | Pico Ocejón, Avda. Osa Mayor                                                                                       | Avda. Osa Mayor, Pico Ocejón, Avda. Padre Huidobro                                                                 |
| N901                                                     | Avda. Padre Huidobro, Ana Teresa, Pico Ocejón, Avda. Osa Mayor                                                     | Avda. Padre Huidobro                                                                                               |
| N902                                                     | Avda. Puerta de Hierro, Avda. Padre Huidobro, M-500, Arroyo de Pozuelo, Ctra. de Húmera a Aravaca, Avda. de Europa | Avda. Puerta de Hierro, Avda. Padre Huidobro, M-500, Arroyo de Pozuelo, Ctra. de Húmera a Aravaca, Avda. de Europa |
| N906                                                     | Avda. Padre Huidobro                                                                                               | Avda. Osa Mayor, Ana Teresa, Avda. Padre Huidobro                                                                  |